# Otto Bang
Otto Anton Carl Bang (født 8. juni 1883 i København, død 25. april 1950 i Gentofte) var en dansk højesteretssagfører.
Bang var søn af overretssagfører Axel Bang og Johanne f. Gautier. Hans far tilhørte eliten i den danske sagførerstand, og Bangs livsbane syntes derfor allerede fra fødslen at være givet. Han blev student i 1901 fra Gammelholms Latin- og Realskole, cand.jur. i 1907, overretssagfører i 1909 og højesteretssagfører i 1922. Som ung sagfører indtrådte han i sin fars virksomhed som medejer i begyndelsen af 1910'erne, hvor også højesteretssagfører C. L. David i en periode var kompagnon. Bang besad en sjælden evne til at omgås andre mennesker og bevare sin fatning selv i vanskelige situationer: Der stod Højagtelse om ham. Han var omgærdet af den urokkelige Tillid, som næredes af hans Klogskab og Menneskekundskab, og han var ikke blot juridisk Raadgiver, men Ven for alle, der kom til ham, skrev Berlingske Tidende ved hans død i 1950. 
Bang, som videreførte sin fars virksomhed ved hans død i 1942, var desuden fra 1919 til 1933 medhjælper hos statsadvokaterne i Østre Landsret. Han gav imidlertid sjældent møde i retten og lod i stedet sit arbejde som juridisk rådgiver vægte tungest. Udover sin sagførerpraksis sad han i bestyrelsen for adskillige virksomheder, bl.a. en lang række industriforetagender, eksempelvis Ballin & Hertz, Silvan og C. L. Seifert, flere ejendomsselskaber samt ikke mindst Ritzaus Bureau. Hans bestyrelsespost i Ritzau var af særlig personlig betydning, da Bang i lighed med sin far havde stor interesse for bladvirksomheden og nærede dyb respekt for journalister. Han overtog i en periode sin fars arbejde som formand for journalistforeningens alderdomskasse og prægede lovene for Københavns Journalistforbund.
Bang levede op til sine forpligtelser og videreførte sin fars strålende livsværk i en sådan grad, at det sommetider lod ham selv i skyggen, men denne rolle syntes ham på samme tid naturlig: Bang havde ikke den ringeste Lyst til at konkurrere med sin vitale Fader; tværtimod var det, som om han bevidst stillede sig selv i Skyggen. Han døde efter flere års sygdom den 25. april 1950 i sit hjem på Bernstorffsvej i Gentofte. 
Bang giftede sig i 1910 med Kate f. Herforth, datter af grosserer Joseph Herforth, som under giftenavnet Kate Bang siden skulle blive kendt som den svenske forfatter Verner von Heidenstams muse. Ægteskabet blev opløst i 1915, hvorefter Bang giftede sig for anden gang i 1922 med Helga f. Christensen, datter af sagfører Niels Christensen. I sit første ægteskab var han far til landsretssagfører Jørgen Christian Bang. 